# 闸北区
闸北区是中国上海市曾经存在的一个市辖区，位于上海市中心区北部。总面积29.19平方公里。区域内包含10道河流（不算苏州河），总长度24.4公里，一个湖泊，面积56万平方米。境内有宋教仁墓、上海总工会旧址、中国同盟会中部总会等遗址。2015年11月4日，原闸北区并入静安区，并成立新的静安区。

## 历史

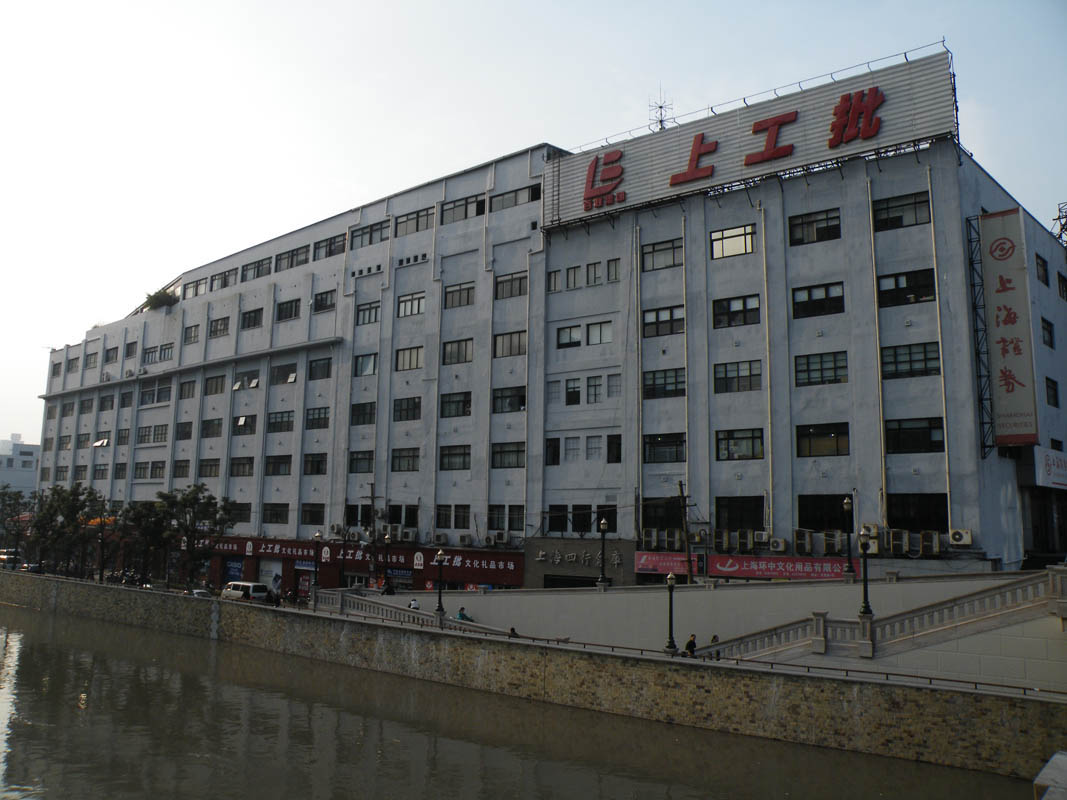
四行仓库舊址

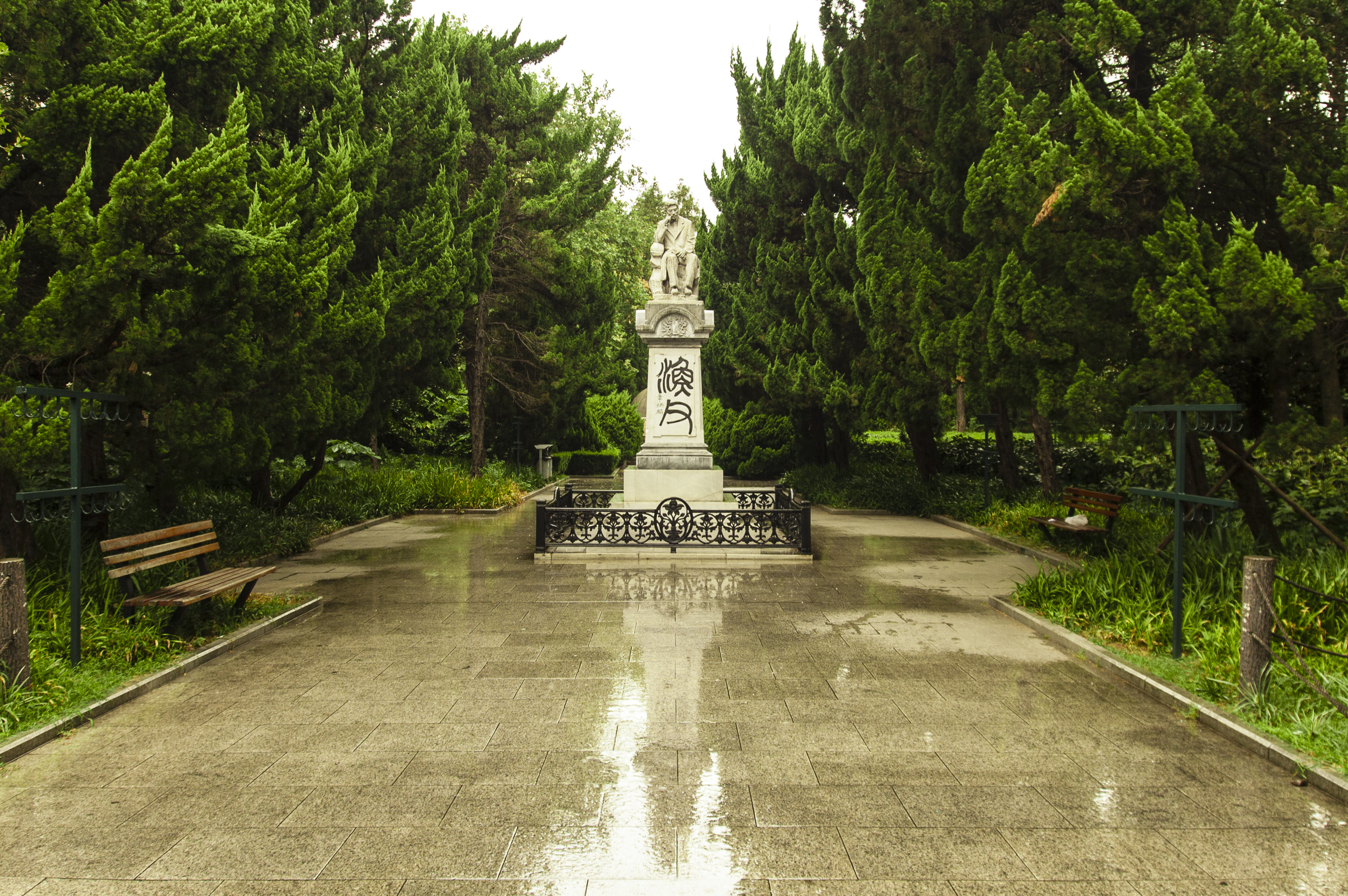
闸北公园內的宋教仁墓

「闸北」得名于苏州河（吴淞江）上的两座水闸。清代康熙十四年（1675年）今福建路桥附近的吴淞江上建了一座水闸，就是后来所称的老闸。雍正十三年（1735年），在老闸西面三里外的金家湾（今新闸路桥附近）又建一水闸，称为新闸。嘉庆年间，因吴淞江上船来船往，贸易兴旺，在老闸和新闸周围形成了两个市集，新闸市集为吴淞江下游航运的主要舶船地，集上有船作、铁铺和商肆，市面较盛，而市集附近的吴淞江北岸区域大多仍是田野沼泽地。1863年上海开埠以后，闸北区东南区域（北站街道）逐步被划入美租界（后公共租界），新闸、老闸北面也开始发展，从此开始其城市化的进程。
19世纪末，租界当局在此范围内先后修筑了多条道路，其中北河南路（河南北路）为闸北区的主干道。公共租界的司法机构会审公廨位于北浙江路上。
闸北东部已与租界接连，为了抵挡租界的扩张，1900年，闸北、宝山的部分乡绅联合官方力量组织了闸北工程总局，主要负责开凿道路。在租界以西，苏州河以北的地区，陆续建成多条道路，所取路名一部分反映时代特色，例如共和路、光复路等，一部分反映五族共和特色，例如满洲路（今晋元路）、蒙古路、新疆路等。在石门二路以北的苏州河上建造了一座“新大桥”，成为新闸桥。在新闸桥北边，也开辟了新闸桥路，后又陆陆续续修建了海昌路、（南）北川虹路、宝兴路，现在，这些路一起构成了闸北区的主要交通网络。
1898年淞沪铁路的通车和1908年底沪宁铁路的通车，让闸北成为沟通上海与内地的交通枢纽。交通的发达使得闸北人口增多，工商业和文化业渐渐兴起。1904年，商务印书馆在宝山路开设了面积达到300亩的总厂，在总厂周边修建了作职工住宅用的，东宝兴里、西宝兴里等里弄。1911年，为了和外国供电公司对抗，一些乡绅又在闸北区组织了闸北水电公司。在辛亥革命时期，闸北已经成为了当时上海的一块新兴的商业区。
辛亥革命后，闸北市成立，並且成立闸北市政厅。1922年，作为第一次国共合作的结果，上海大学在闸北区的青云路正式成立。1927年，“闸北区”之名开始出现。1928年，闸北区正式成立。1932年一二八淞沪抗战中，商务印书馆被烧毁。1937年淞沪會战时，谢晋元在四行仓库内率领八百士兵与日军战斗。现在的晋元路就是为了纪念这场战役而命名的。日占期间，当局改称闸北区为沪北区。抗战胜利后被改为第十四、十五行政区。后经过数次扩张，原宝山区的一些地块被划入闸北区，形成了现在的闸北区。
1949年后，闸北开始改造工程，区内蕃瓜弄棚户区被改成了住宅新村，后由于多场政治运动，改造陷入停顿。1987年，新建的上海火车站投入运营，火车北站（老北站）从此走入历史。2006年，老北站被改成铁路博物馆。闸北区的历史遗迹还有八一三抗战纪念碑、宋教仁墓等。
2015年11月4日，上海市政府举办“撤销闸北区静安区建制 设立新的静安区大会”，宣布原闸北区并入静安区，由此“闸北”名称正式写入历史。

## 地理

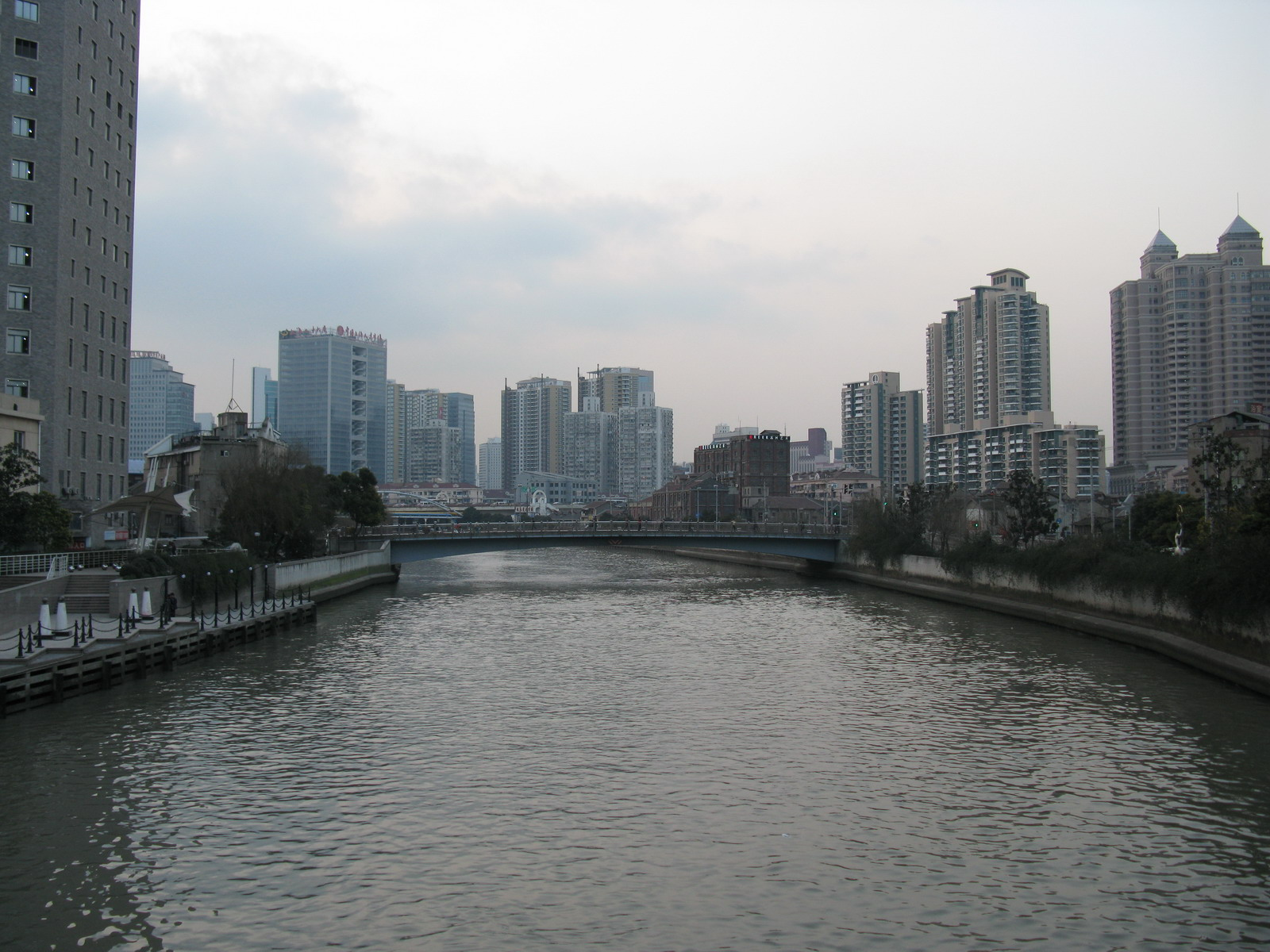
闸北区南端以苏州河為界，圖左為黃浦区，圖右為闸北区。

### 水体
闸北区范围内共有河道12条，其中苏州河长4567米；内河骨干河道6条，分别是俞泾浦、西泗塘、东茭泾、彭越浦、走马塘、夏场浦；内河一般河道5条，分别是徐家宅河、中杨湖、先锋河、江场河、蚂蚁浜。大宁湖湖泊1个，湖泊水域面积6.8万平方米。

## 行政区划
闸北区下辖8个街道、1个镇：

### 天目西路街道
天目西路街道位于闸北区西南部，面积1.94平方公里。街道内有铁路上海站，不夜城商业区坐落其中。一个大型绿地，不夜城绿地也位于天目西路街道内。闸北区区政府机关也在该街道内。街道有19个居委会，居民小组612个，居民19137户，人口56905人，还有加入管理的外来人口8413人。

### 北站街道

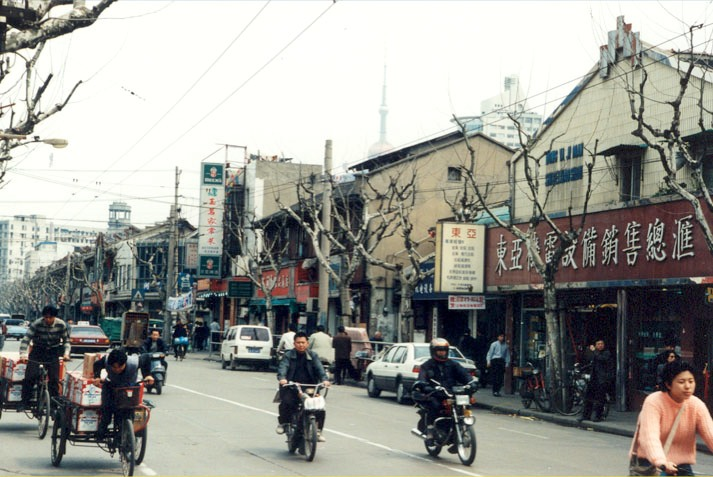
1999年的天潼路（浙江北路至福建北路段）

北站街道位于闸北区东南部，是闸北区著名棚户区之一，境内都是老式石库门房屋。
1980年后，虽然以新梅大厦、白马大厦为代表的一批高层大楼在此地建设，但北站街道东侧安庆路——康乐路一带仍然维持着老城区脏乱差的面貌。特别是安庆路菜市场（西起康乐路，东至河南路）一带，是无证摊贩的聚集处，蚊蝇滋生，卫生极差。而其周边的石库门以及部分老式小区已是外来人员的聚居地。虽然近几年来要求拆迁的呼声越来越高，但是政府仍然没有采取实际动作。

### 宝山路街道

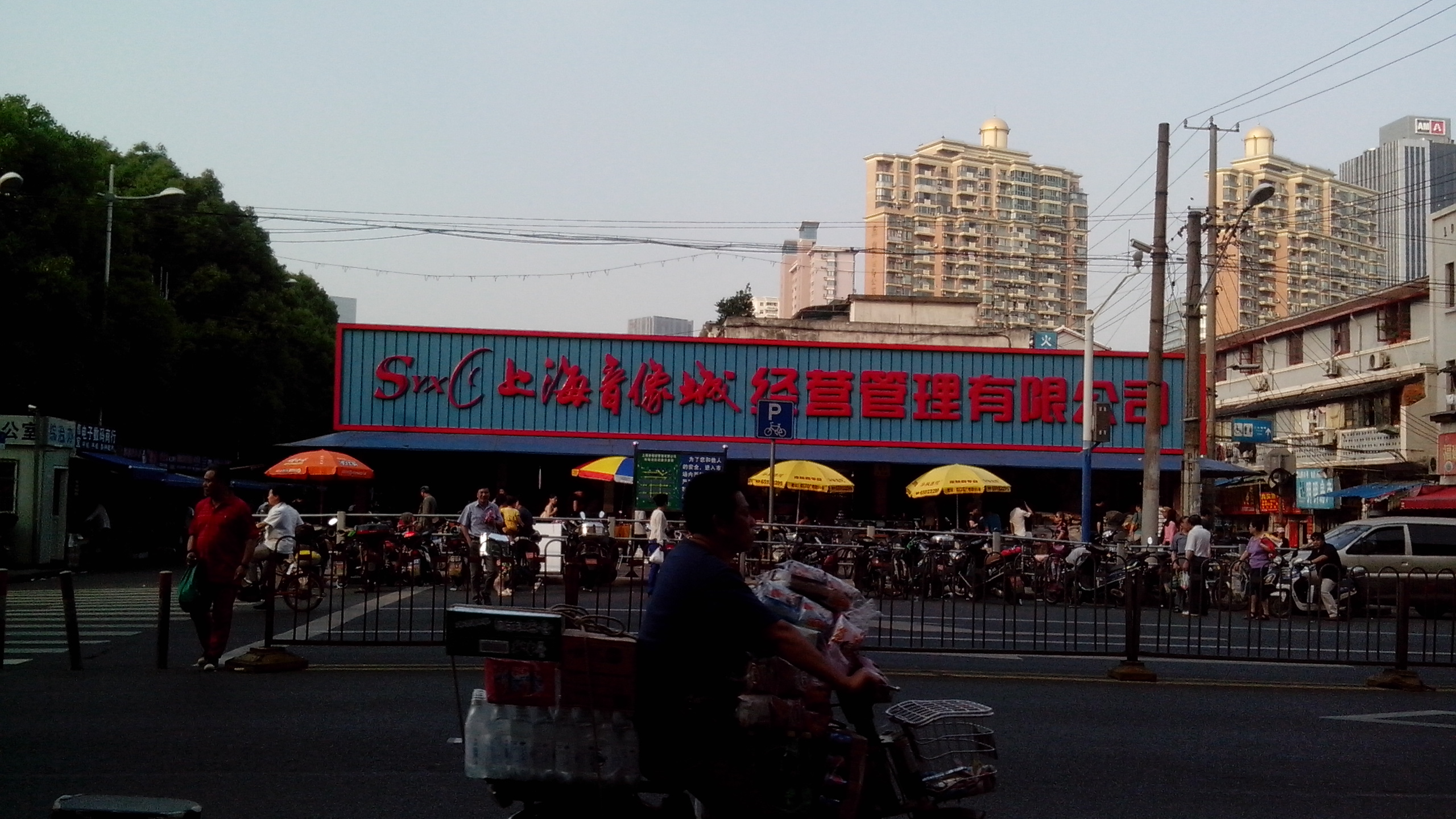
虬江路一處大型數碼產品二手市場

宝山路街道位于区境东部，境内居委会25个，有居民小组1135个，居民35363户，97910人。街道办事处设在青云路600号。
宝山路街道历史遗址丰富。闸北区一共有12处历史遗址，而处在宝山路街道内的历史遗址有9处，具有代表性的有商务印书馆上海印刷股份有限公司的遗址。许多重点学校，例如市北中学、青云中学、三中心小学、芷江中路幼儿园都位于宝山路街道。
虽然宝山路街道的历史遗迹丰富，但其城市建设却非常糟糕，街道内充斥着石库门危房。虬江路上的虬富市场位于宝山路街道内，是著名的盗版市场，也是上海市治安盲点之一。

### 芷江西路街道
芷江西路街道位于闸北区中南部，面积1.60平方公里，居民27344户，户籍人口78837人，设居委会19个，街道办事处设在芷江西路155号。
闸北区少科站、上大市北附中、闸北旅游职校、市北初中、民办扬波中学、民办当代中学、星火电影院、闸北区文化馆等等文化机构都位于该街道中。闸北区体育馆也位于芷江西路街道内。

### 共和新路街道
共和新路街道位于闸北区的中部，辖区面积2.72平方公里，常住人口6.2万，流动人口0.3万。
由于近几年来内环以内房地产价格的持续增长，越来越多的人选择在闸北区内环外的共和新路地区购买房产，由此与彭浦新村街道、临汾路街道、大宁路街道和附近区的各个居住区、共同形成了泛沪北住宅区集中区域。

### 大宁路街道
大宁路街道位于闸北区中部偏北，面积6.18平方公里。3.9万人口，1.4万户居民，15个居委会。街道办事处设在共和新路2301弄1号。
现已形成规模的大宁商圈，圈内有大宁国际商业广场，闸北体育馆，大宁灵石公园（浦西市区最大的集中绿地），上海马戏城。
共和新路在大宁街道段，体现出高架道路、轨道交通、地面道路三位一体的现代交通模式。
街道内有3个地铁出口站，和中山、新宁长途客运站和铁路北郊站。

### 彭浦新村街道

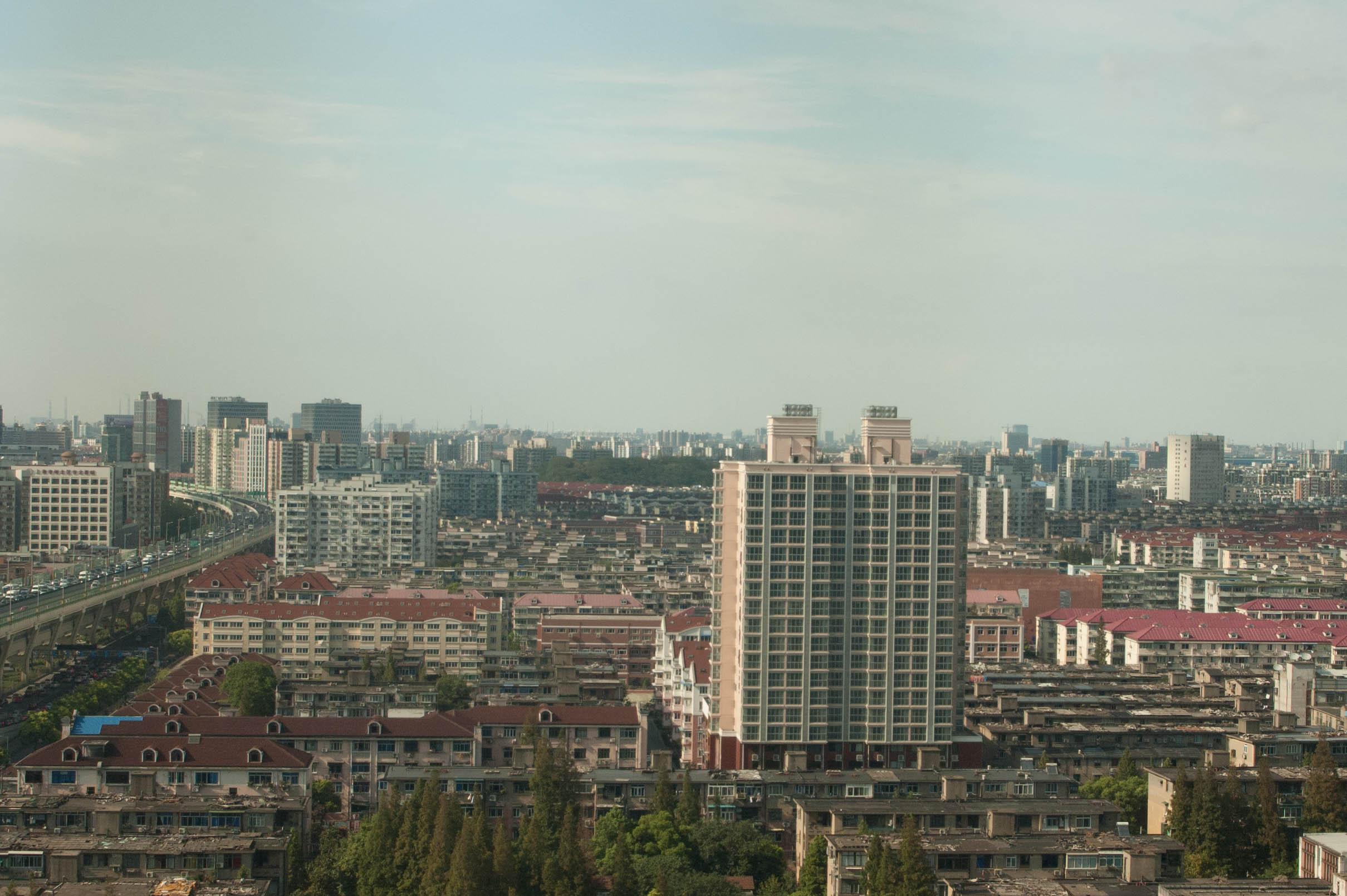
彭浦新村是上海最大，最集中的住宅区之一。

彭浦新村街道位于闸北区西北部，共有33个居委会，49429户居民 125974人，14074名来沪人员。彭浦新村曾经是90年代上海动迁安置房最集中的区域之一，现在，彭浦新村是上海最大，最集中的住宅区之一。

### 临汾路街道
临汾路街道是一个住宅小区集中区，始建于1988年10月，面积2.12平方公里，规划中将导入人口10万，以普通市民为主要导入对象。现有居民约6万、25400余户，17个居委会。

### 彭浦镇
彭浦镇地处闸北区西北部，是上海市的一个蔬菜种植区。

## 人口
根据2010年第六次全国人口普查结果，全区户籍人口693,412人，常住人口830,496人。2004年，外来人口110645人。全区有36个民族，以汉族为主。少数民族35个、6553人，其中回族人口占少数民族总人数60%以上。
早期上海开埠时，闸北区吸引了大批苏北移民。由于他们多半都为贫困人口，因此闸北的不少地区形成了一批具有相当规模的棚户区，其中以蕃瓜弄为典型代表。1949年后，经过改造，不少棚户区都成为了新式居民小区。90年代后期，由于上海的市政建设需要，市中心大批石库门房屋被拆除。动迁后的居民中有一大部分都被分配到了闸北区北部，彭浦新村地块。这也使闸北区的人口数量迅速上升。2000年左右，闸北区南部七浦路地区形成了一个大型的服装贸易中心，也带动了外来人口的增长。而近些年来随着房价的上升，越来越多人选择在闸北区中环地带购买房产，这也推动了本地人口在闸北的增长。现如今，闸北区成为了上海市人口最多的地区之一。

## 经济

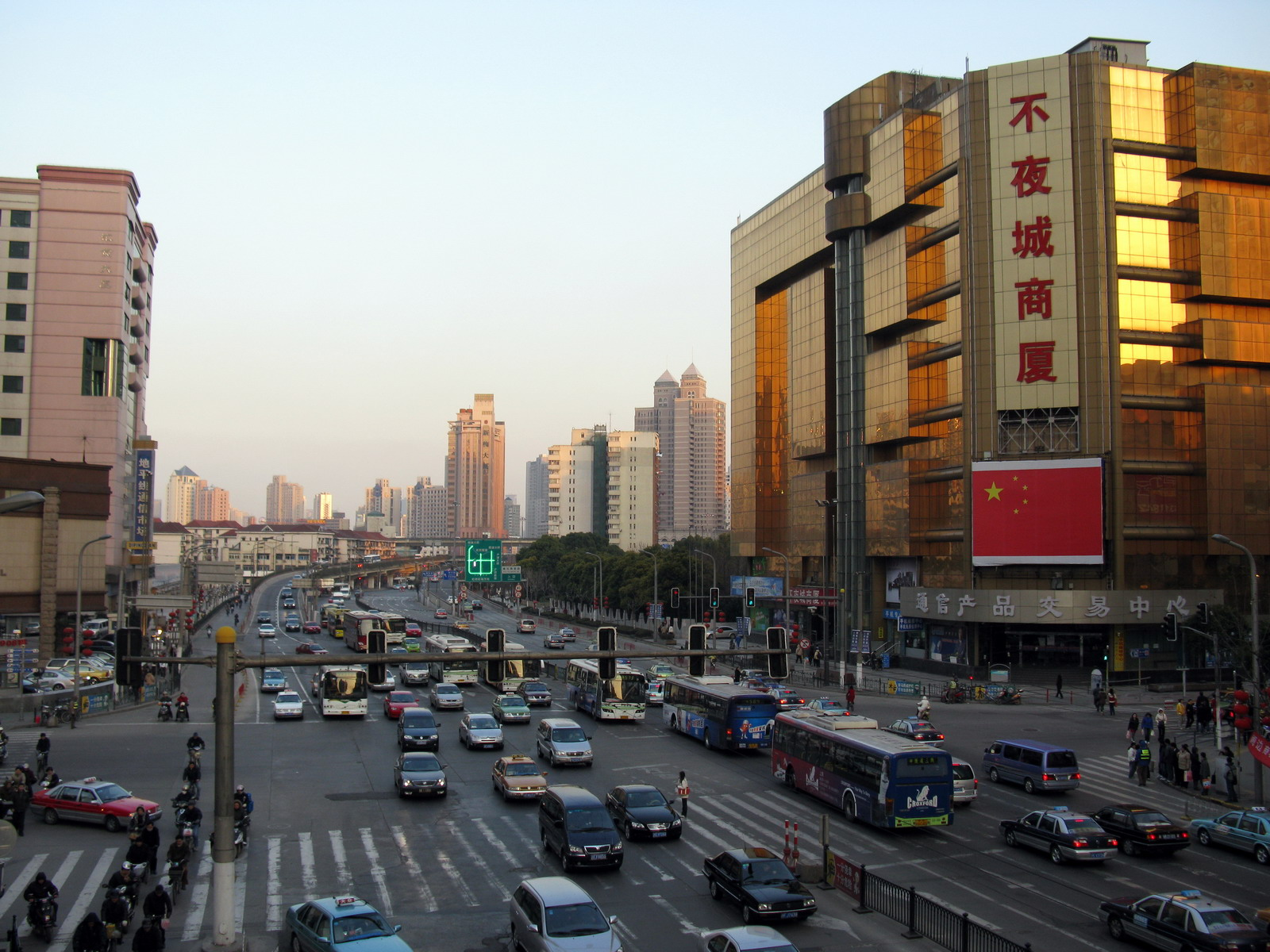
不夜城地区為闸北区經濟中心，圖為天目西路。

根据官方网站，2009年，闸北区全年实现地区生产总值385.73亿元，比上年增长11.0%，其中第二产业增加值56.43亿元，比上年增长1.0%，第三产业增加值329.30亿元，比上年增长12.9%。
全年完成区级增加值99.45亿元，比上年增长10.1 %。其中第二产业完成增加值21.86亿元，比上年增长2.5%，第三产业完成增加值77.59亿元，比上年增长12.5%。
全年财政收入91.66亿元，比上年增长4.8％；区级财政收入达到36.26亿元，比上年增长7.5％，其中，营业税13.05亿元，比上年增长12.1％；企业所得税4.63亿元，比上年下降13.3％；增值税3.71亿元，比上年增长6.1％；个人所得税3.36亿元，比上年增长18.5％。全年财政支出57.43亿元，比上年增长11.5％，其中，一般公共服务支出4.10亿元；公共安全支出5.60亿元；教育支出8.52亿元；医疗卫生支出2.45亿元；社会保障和就业支出5.81亿元；城乡社区事务支出15.73亿元。

## 教育
闸北区拥有丰富的教育资源。早在1922年，中国共产党与国民党在闸北青云路合办上海大学，培养了很多人才。现今位于闸北的学校有（部分）：

### 小学
- 闸北区一中心小学
- 闸北区三中心小学
- 闸北区蕃瓜弄小学
- 闸北区实验小学
- 大宁路小学
- 大宁路第二小学
- 永和小学
- 延长路小学
- 万荣路小学
- 洛川东路小学
- 柳营新村小学
- 和田路小学
- 大宁国际小学
- 闸北区第二中心小学
- 临汾路小学
- 闸北区彭浦新村第一小学

### 中学
- 上海市市北中学
- 新中高级中学
- 风华中学
- 朝阳中学
- 青云中学
- 上海市第十七中学
- 上海市第六十中学
- 彭浦中学
- 育群中学
- 田家炳中学
- 向东中学
- 民办精文中学
- 上海市民办风范中学
- 和田中学
- 上海大学市北附属中学
- 恒丰中学
- 闸北区第二中学
- 上海市彭浦第四中学
- 上海市民办扬波中学

### 大学
- 上海大学

## 交通

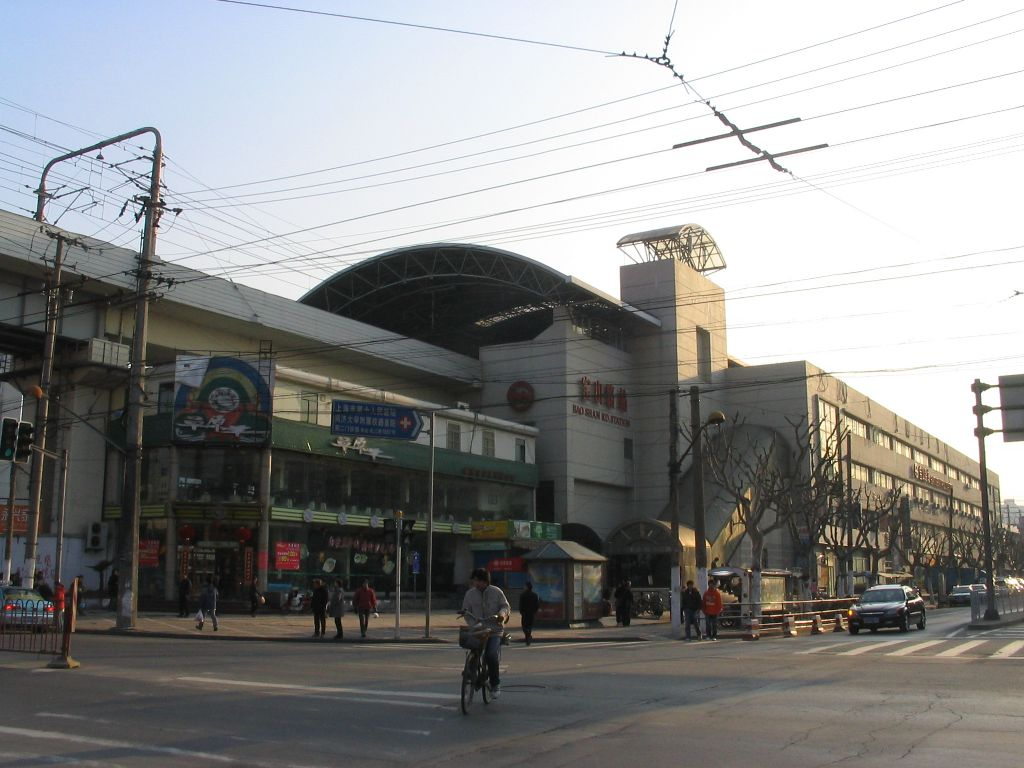
上海轨道交通宝山路站

通过闸北区境内的南北高架可以连接到上海的虹桥国际机场，浦东地区和市中心地区。铁路上海站和北郊货运站同样也位于闸北区境内。轨道交通3、4（并线）、1、8号线均在闸北区境内设有站点。10家长途汽车客运公司在闸北区内设有9个站点，线路可以通往通往内地11个省、直辖市。